# Lawrence B. Kiddle
Lawrence Bayard Kiddle (* 20. August 1907 in Cleveland, Ohio; † 26. März 1991) war ein US-amerikanischer Romanist und Hispanist.

## Leben
Kiddle studierte am Oberlin College und an der University of Wisconsin–Madison. Er promovierte  dort 1935 mit der Arbeit La estoria de Tebas. The version of the siege and destruction of Thebes contained in the General estoria of Alfonso X. Nach Stationen an der University of New Mexico in Albuquerque, an der Princeton University und an der Tulane University in New Orleans lehrte Kiddle von 1947 bis  1978 an der University of Michigan, zuerst als Assistant Professor, ab 1948 als Associate Professor (was er auch schon in New Orleans war) und ab 1954 als Full Professor.
Während des Zweiten Weltkriegs brachte es Kiddle in der Marine bis zum Lieutenant Commander. Ab September 1943 richtete er dort Sprachlabors ein, wie auch von 1945 bis 1947 in dem von ihm geleiteten Departamento de Letras e Idiomas der Peruanischen Marineschule. Nach seiner Berufung an die University of Michigan im Jahre 1947 gründete Kiddle dort im September 1949 mit Ernst Pulgram das erste für die Universitätsstudenten bestimmte Sprachlabor.
Kiddle war Präsident der American Association of Teachers of Spanish and Portuguese (AATSP).

## Werke
- (Hrsg. mit John Eugene Englekirk) Mariano Azuela, Los de abajo. Novela de la Revolución Mexicana, New York 1939, 1946, 1971
- (Hrsg. mit Donald D. Walsh) Cuentos americanos con algunos poemas, New York 1948, 3. Auflage, 1970
- The laboratory of the department of Romance languages at Michigan, in: Language Learning 2, 1949, S. 121–127
- (Hrsg. mit Francisco Sánchez y Escribano) Dos obras del humorista Edgar Neville: Margarita y los hombres; La familia Minguez, New York 1952
- (Hrsg. mit Enrique Anderson Imbert)  Veinte cuentos hispanoamericanos del siglo xx, New York 1956, 1961
- (Hrsg. mit Hayward Keniston) Vicente Blasco Ibáñez, La barraca, New York 1960
- (Hrsg. mit Lloyd August Kasten) Alfonso el Sabio, Libro de las cruzes,  Madrid 1961